# Sven Kmetsch
Sven Kmetsch (ur. 13 sierpnia 1970 w Budziszynie) – niemiecki piłkarz występujący na pozycji pomocnika.

## Kariera klubowa
Kmetsch jako junior grał we wschodnioniemieckich zespołach BSG Motor Großdubrau, BSG Motor Budziszyn oraz Dynamo Drezno, do którego trafił w 1981 roku. W 1988 roku został włączony do jego pierwszej drużyny. W 1989 roku zdobył z zespołem mistrzostwo NRD. W 1990 roku wygrał z nim także rozgrywki Pucharu NRD. Po zjednoczeniu Niemiec, od sezonu 1991/1992 wraz z Dynamem rozpoczął starty w Bundeslidze. Kmetsch zadebiutował w niej 14 września 1991 roku w wygranym 3:0 meczu z SG Wattenscheid 09. 7 grudnia 1991 w wygranym 3:0 spotkaniu z Hamburgerem SV strzelił pierwszego gola w Bundeslidze. W sezonie 1994/1995 spadł z zespołem do 2. Bundesligi, po czym odszedł z Dynama.
Został zawodnikiem pierwszoligowego Hamburgera SV. Pierwszy ligowy mecz w jego barwach zaliczył 12 sierpnia 1995 przeciwko Bayernowi Monachium (2:3). Przez trzy sezony w barwach Hamburgera rozegrał 80 ligowych spotkań i zdobył 4 bramki.
W 1998 roku podpisał kontrakt z innym pierwszoligowym zespołem, FC Schalke 04. Zadebiutował tam 15 sierpnia 1998 w przegranym 0:3 ligowym spotkaniu z Borussią Mönchengladbach. W 2001 roku zdobył z klubem Puchar Niemiec. Wywalczył z nim także wicemistrzostwo Niemiec. W 2002 roku Kmetsch po raz drugi zdobył z drużyną Puchar Niemiec. W Schalke grał do końca sezonu 2004/2005, w którym wywalczył z zespołem wicemistrzostwo Niemiec. Potem zakończył karierę.
W Bundeslidze rozegrał 261 spotkań i zdobył 13 bramek.

## Kariera reprezentacyjna
Kmetsch rozegrał dwa spotkania w reprezentacji Niemiec. Zadebiutował w niej 10 września 1997 w wygranym 4:0 meczu eliminacji Mistrzostw Świata 1998 z Armenią. Po raz drugi w drużynie narodowej wystąpił 18 lutego 1998 w wygranym 2:0 towarzyskim spotkaniu w Omanem.